# Amt Vechta
Das Amt Vechta war ein Verwaltungsbezirk des Großherzogtums Oldenburg und des späteren Freistaates Oldenburg. Der Sitz des Amtes befand sich in Vechta. Die Funktion der oldenburgischen Ämter entsprach weitgehend der Funktion der Landkreise im übrigen Deutschen Reich.

## Geschichte
Das Amt Vechta wurde im Rahmen der oldenburgischen Verwaltungsreform von 1814 gebildet und umfasste zunächst Vechta, Bakum, Goldenstedt, Langförden, Lutten, Oythe, Vestrup und Visbek. Südlich des Amtes Vechta wurden die Ämter Steinfeld und Damme eingerichtet. Nachdem bereits 1871 das Amt Steinfeld in das Amt Damme eingegliedert worden war, traten 1879 die Gemeinden Dinklage, Lohne, Steinfeld, Damme, Holdorf und Neuenkirchen aus dem aufgelösten Amt Damme zum Amt Vechta hinzu. 1907 wurde die Gemeinde Lohne in Stadt und Landgemeinde geteilt.
Hinrich Gerhard Kückens war Amtshauptmann.
1939 wurde aus dem Amt Vechta der Landkreis Vechta gebildet.

## Einwohnerentwicklung
| Amt Vechta | 1890   | 1900   | 1910   | 1925   | 1939   |
| ---------- | ------ | ------ | ------ | ------ | ------ |
| Einwohner  | 31.879 | 35.344 | 39.949 | 46.205 | 51.912 |

## Gemeinden
Das Amt Vechta umfasste 1910 fünfzehn Gemeinden (Stand 1. Dezember 1910):
| Gemeinde            | Einwohner |
| ------------------- | --------- |
| Bakum               | 2077      |
| Damme               | 5116      |
| Dinklage            | 4500      |
| Goldenstedt         | 3070      |
| Holdorf             | 1791      |
| Langförden          | 1674      |
| Lohne, Landgemeinde | 3579      |
| Lohne, Stadt        | 2181      |
| Lutten              | 999       |
| Neuenkirchen        | 1949      |
| Oythe               | 895       |
| Steinfeld           | 3150      |
| Vechta              | 4374      |
| Vestrup             | 1141      |
| Visbek              | 3453      |